# Storch Heinar

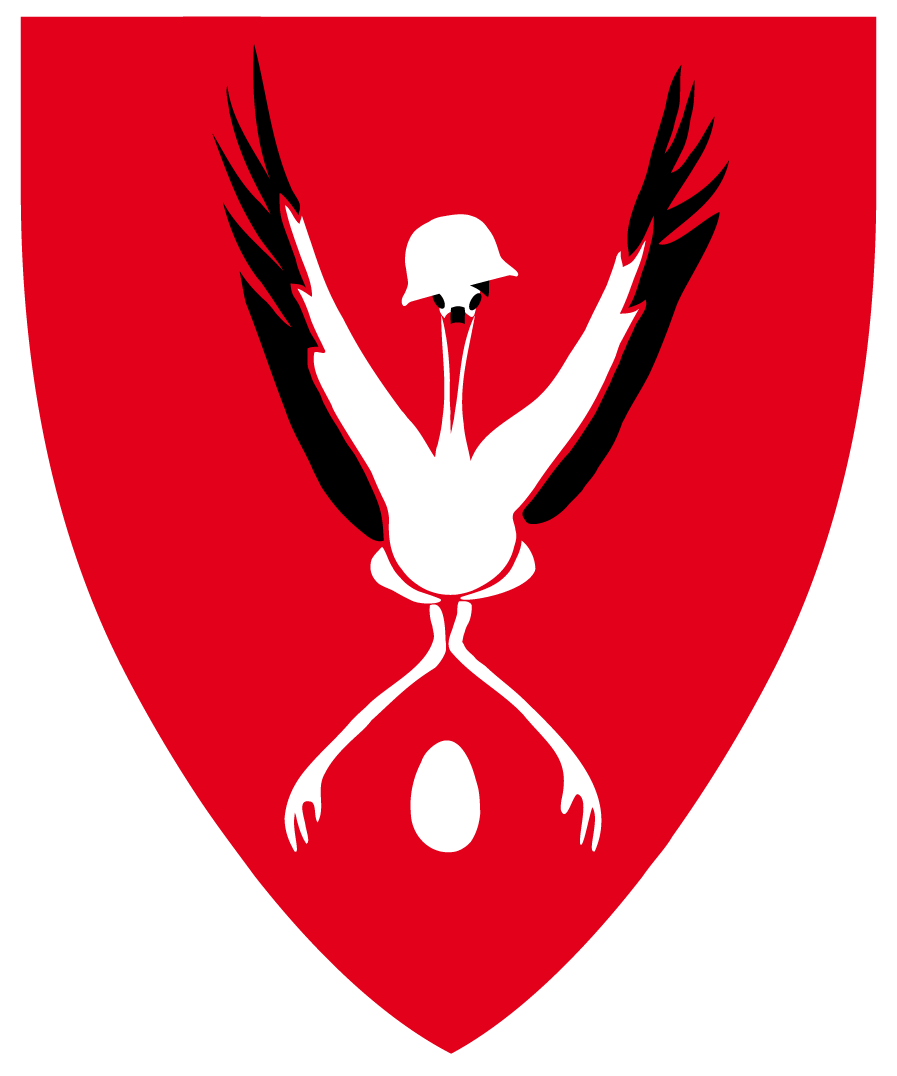
Das Logo von Storch Heinar

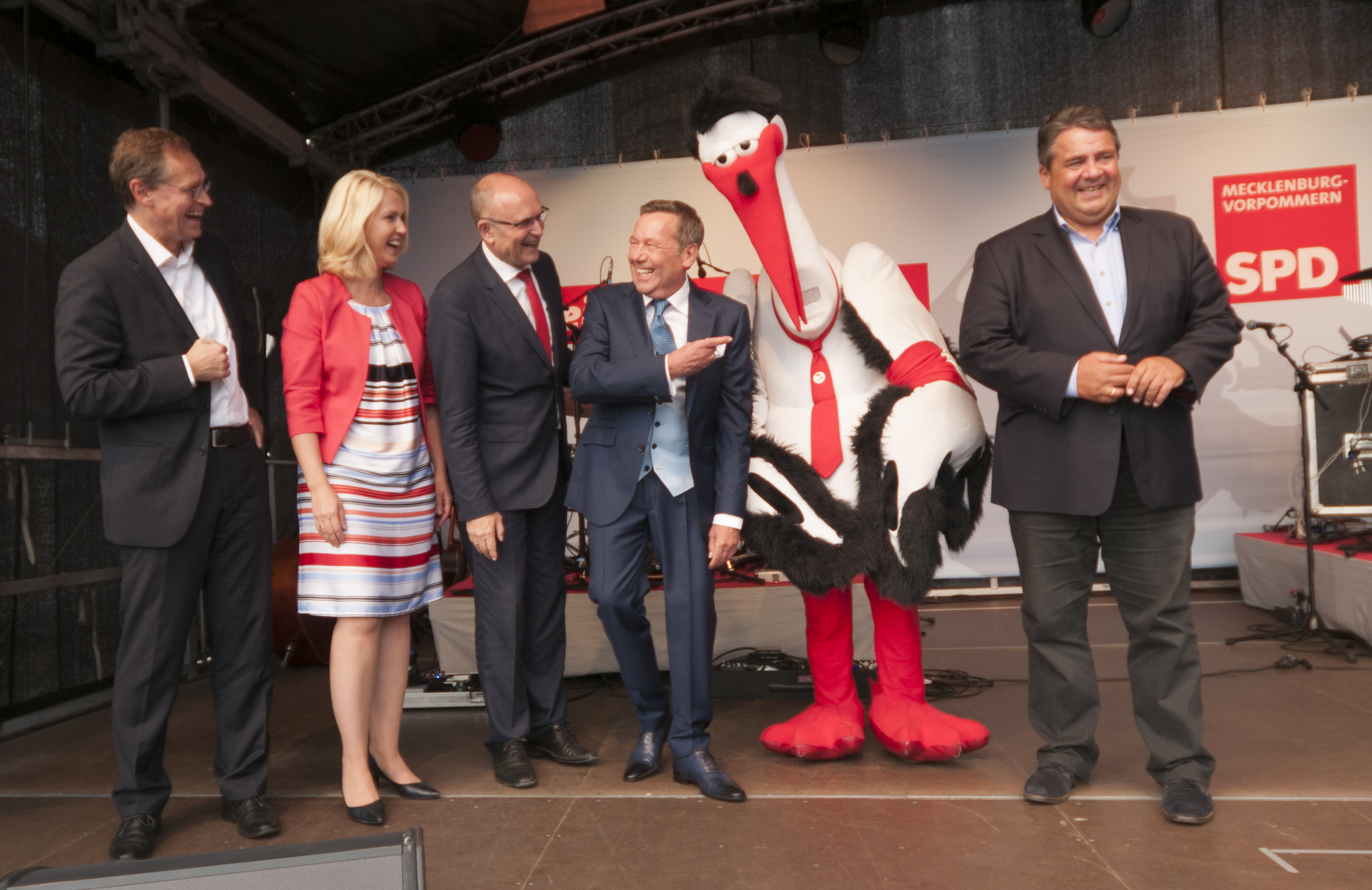
Michael Müller, Manuela Schwesig, Erwin Sellering, Roland Kaiser, Storch Heinar und Sigmar Gabriel

Storch Heinar ist ein Modelabel, das die Jusos Mecklenburg-Vorpommern als satirische Auseinandersetzung mit der Bekleidungsmarke Thor Steinar betreiben. Das Jusos-Projekt Endstation Rechts verkauft unter der Marke Storch Heinar Textilartikel als Parodie in Form einer Verballhornung der bei Rechtsextremisten beliebten Marke Thor Steinar. Die Erlöse aus dem Bekleidungsverkauf fließen nach Angabe von Endstation Rechts in die redaktionelle Arbeit gegen Rechtsextremismus. Entstanden ist das Projekt in einer Rotweinrunde, an der Mathias Brodkorb, Annette Gork, Georg Horcher und Sven Klüsener (Letzterer gilt als Schöpfer des Namens „Storch Heinar“) teilnahmen.

## Symbolik
Die satirische Anspielung von Storch Heinar beschränkt sich nicht auf Bekleidungsstile und die aufgedruckte Symbolik, sondern bezieht auch mit dem Rechtsextremismus in Verbindung stehende Begriffe und Denkweisen mit ein:
Heinar ist ein fiktiver Storch, der an einer „Froschfleisch-Intoleranz“ leidet und eine Vorliebe für Eierlikör hat. Er tritt mit Stahlhelm, Scheitel und Hitlerbart auf und spielt auch sonst mit von Adolf Hitler und dem Nationalsozialismus Bekanntem. Nach dem zu Gunsten von Storch Heinar entschiedenen Prozess über die Verwechslungsgefahr mit der Marke Thor Steinar teilte der Storch beispielsweise mit: 

„Ich habe soeben im Nürnberger Modeverbrecherprozess meinen Gegner vernichtend geschlagen.“

Damit bezog er sich auf die Nürnberger Kriegsverbrecherprozesse und die im Rechtsextremismus verbreitete kriegerische Rhetorik. Der Storch Heinar bezeichnet sich auch als „Grömaz“ – ein Akronym für Größter Modedesigner aller Zeiten –, ein Verweis auf Hitler, der als Gröfaz verspottet wurde. Auf T-Shirts und Sweatshirts sind oft Verballhornungen neonazistischer Parolen gedruckt wie „Hier marschiert der nationale Viehbestand“  (mit Abbildungen von Kuh, Ente und Hirsch), was auf den rechten Slogan „Hier marschiert der nationale Widerstand“ anspielt. Diese Produkte werden vom Label als „Anti-Anti-Antifa-Demo-Kluft“ bezeichnet.
2011 wurde das Buch Mein Krampf von Storch Heinar veröffentlicht, das in 18 Kapiteln auf 88 Seiten eine Parodie auf neonazistische Zahlensymbolik und Adolf Hitlers Mein Kampf darstellt.

## Rechtsstreitigkeiten
Thor Steinar strengte eine Klage gegen den SPD-Landtagsabgeordneten Mathias Brodkorb an. Die von ihm mitbegründete Initiative Endstation Rechts, die zugleich Trägerin des Projektes Storch Heinar ist, brachte daraufhin zur Prozesskostenfinanzierung „Retter“-T-Shirts mit der Aufschrift Weltkriegsverliererbesieger seit 1945 auf den Markt. Der Aufdruck soll auf die im Zweiten Weltkrieg besiegten Nationalsozialisten verweisen. Er geht auf den FC St. Pauli zurück, der 2001 nach einem Sieg in der Bundesliga gegen den FC Bayern München T-Shirts mit der Aufschrift Weltpokalsieger-Besieger bedruckte.
Das Landgericht Nürnberg-Fürth wies am 11. August 2010 die Klage weitgehend ab. Es bestehe keine Verwechslungsgefahr von Storch Heinar mit der Marke Thor Steinar, darüber hinaus sei „ein etwaiger Marken- oder Wettbewerbsverstoß als satirische Auseinandersetzung mit den klägerischen Marken von den Grundrechten der Meinungsfreiheit (Art. 5 Abs. 1 GG) und der Kunstfreiheit (Art. 5 Abs. 3 GG) erfasst“.

## Auszeichnungen
- 3. Platz Held des Nordens 2010: Mathias Brodkorb als einer der Initiatoren von Storch Heinar[12]
- 1. Platz Wilhelm-Dröscher-Preis der SPD verliehen auf dem Bundesparteitag 2011 in Berlin[13]
- Publikumspreis des Deutschen Engagementpreises 2012[14]
- Engagement-Botschafter 2013 des bürgerschaftlichen Engagements[15]
- Botschafter für Demokratie und Toleranz des Bündnisses für Demokratie und Toleranz[16]